# Петилии
Петилиите (на латински: Petillii, gens Petilla, Petilia) са плебейска фамилия от Древен Рим, появила се в историческите източници през 5 и 2 век пр.н.е.
Известни от фамилията:
- Петилий (трибун 442 пр.н.е.), народен трибун 442 пр.н.е.
- Петилий (трибун 441 пр.н.е.), народен трибун 441 пр.н.е.
- Квинт Петилий, народен трибун 185 пр.н.е.
- Квинт Петилий Спурин, консул 176 пр.н.е., 181 пр.н.е. намира книгите на Нума Помпилий
- Луций Петилий, 168 пр.н.е. посланик, взет в плен от Генций, царя на Илирия
- Квинт Петилий, 89 пр.н.е. във военния съвет на консул Гней Помпей Страбон преди Аскулум
- Марк Петилий, конник, 73 пр.н.е. съветник на Гай Вер, управител на Сицилия
- Петилий Капитолин, обвинен в кражба в Юпитер-храма на Капитолий, освободен от Цезар
- Петилий Руф, 27/28 г. в заговор против конник Титий Сабин
- Квинт Петилий Цериалис, генерал, суфектконсул 70 г.; зет на император Веспасиан
- Гай Петилий Фирм, трибун в Далмация по времето на император Веспасиан
- Квинт Петилий Руф, консул 83 г.
- Петилия, древен град в Калабрия